# Карабасов, Сергей Юрьевич
Серге́й Ю́рьевич Караба́сов (род. 10 июля 1983, Москва, РСФСР, СССР) — российский государственный деятель, исполняющий обязанности главы администрации города Рязани (2017—2019). Кандидат юридических наук.
13 июня 2019 года задержан правоохранительными органами по обвинении мошенничестве в особо крупном размере (ч. 4 ст. 159 УК РФ), 14 июня 2019 года арестован Басманным районным судом Москвы и помещён в ИВС на 2 месяца.

## Биография
Родился 10 июля 1983 года в Москве. 
В 2005 году окончил факультет государственного управления МГУ им. М.В. Ломоносова по специальности государственное и муниципальное управление.
С 2004 по 2005 год работал в аппарате депутата Московской городской Думы.
С 2006 по 2009 год — аспирант Российской академии государственной службы при Президенте РФ.
С 2009 по 2011 год — заведующий сектором по организационной работе управы района Перово города Москвы.
С 2011 по 2012 год занимал должность начальника управления делами аппарата администрации города Рязани.
С 2012 по 2013 год — начальник территориального управления – префект Железнодорожного района города Рязани.
В октябре 2013 года назначен на должность главы администрации муниципального образования – Клепиковский муниципальный район.
В марте 2016 года назначен министром лесного хозяйства Рязанской области.
C сентября 2016 года — министр природопользования Рязанской области.
Первый заместитель главы администрации города Рязани, с 15 сентября 2017 года — исполняющий обязанности главы администрации города Рязани.

## Уголовное дело
12 марта 2019 года задержан сотрудниками правоохранительных органов. Чиновника доставили на допрос по делу о получении взятки в особо крупном размере. В рамках дела прошли обыски в администрации Рязани. 30 мая 2019 года освобождён от должности «по собственному желанию». 13 июня задержан в Москве сотрудниками правоохранительных органов. 14 июня 2019 года арестован судом на два месяца по делу о мошенничестве при строительстве детской площадки, на которую местные жители пожаловались Президенту России Владимиру Путину. Карабасову предъявлено обвинение по ч. 4 ст. 159 УК РФ «Мошенничество в особо крупном размере».
Позднее вменяется статья 160, часть 4 УК РФ – «присвоение или растрата, совершенные организованной группой либо в особо крупном размере». Срок задержания Карабасова неоднократно продлевался. В декабре 2021 года признан виновным и приговорён к 5 годам колонии общего режима.

## Награды
Награжден Знаком Губернатора Рязанской области «За усердие» (2015).

## Личная жизнь
Женат, воспитывает сына. Отец — Карабасов Юрий Сергеевич, ректор МИСиС (1992—2007).